# Seria GP2 – Hungaroring 2015
Runda GP2 na torze Hungaroring – szósta runda mistrzostw serii GP2 w sezonie 2015.

## Lista startowa
| Nr | Kierowca            | Zespół              | Samochód       | Silnik              | Opony |
| -- | ------------------- | ------------------- | -------------- | ------------------- | ----- |
| 1  | Pierre Gasly        | DAMS                | Dallara GP2/11 | Mecachrome V8 4.00l | P     |
| 2  | Alex Lynn           | DAMS                | Dallara GP2/11 | Mecachrome V8 4.00l | P     |
| 3  | Julián Leal         | Carlin              | Dallara GP2/11 | Mecachrome V8 4.00l | P     |
| 4  | Sean Gelael         | Carlin              | Dallara GP2/11 | Mecachrome V8 4.00l | P     |
| 5  | Stoffel Vandoorne   | ART Grand Prix      | Dallara GP2/11 | Mecachrome V8 4.00l | P     |
| 6  | Nobuharu Matsushita | ART Grand Prix      | Dallara GP2/11 | Mecachrome V8 4.00l | P     |
| 7  | Jordan King         | Racing Engineering  | Dallara GP2/11 | Mecachrome V8 4.00l | P     |
| 8  | Alexander Rossi     | Racing Engineering  | Dallara GP2/11 | Mecachrome V8 4.00l | P     |
| 9  | Mitch Evans         | Russian Time        | Dallara GP2/11 | Mecachrome V8 4.00l | P     |
| 10 | Artiom Markiełow    | Russian Time        | Dallara GP2/11 | Mecachrome V8 4.00l | P     |
| 11 | Raffaele Marciello  | Trident             | Dallara GP2/11 | Mecachrome V8 4.00l | P     |
| 12 | René Binder         | Trident             | Dallara GP2/11 | Mecachrome V8 4.00l | P     |
| 14 | Arthur Pic          | Campos Racing       | Dallara GP2/11 | Mecachrome V8 4.00l | P     |
| 15 | Rio Haryanto        | Campos Racing       | Dallara GP2/11 | Mecachrome V8 4.00l | P     |
| 16 | Nicholas Latifi     | MP Motorsport       | Dallara GP2/11 | Mecachrome V8 4.00l | P     |
| 17 | Daniël de Jong      | MP Motorsport       | Dallara GP2/11 | Mecachrome V8 4.00l | P     |
| 18 | Siergiej Sirotkin   | Rapax               | Dallara GP2/11 | Mecachrome V8 4.00l | P     |
| 19 | Robert Vișoiu       | Rapax               | Dallara GP2/11 | Mecachrome V8 4.00l | P     |
| 20 | André Negrão        | Arden International | Dallara GP2/11 | Mecachrome V8 4.00l | P     |
| 21 | Norman Nato         | Arden International | Dallara GP2/11 | Mecachrome V8 4.00l | P     |
| 22 | Marlon Stöckinger   | Status Grand Prix   | Dallara GP2/11 | Mecachrome V8 4.00l | P     |
| 23 | Richie Stanaway     | Status Grand Prix   | Dallara GP2/11 | Mecachrome V8 4.00l | P     |
| 24 | Nick Yelloly        | Hilmer Motorsport   | Dallara GP2/11 | Mecachrome V8 4.00l | P     |
| 25 | Sergio Canamasas    | Hilmer Motorsport   | Dallara GP2/11 | Mecachrome V8 4.00l | P     |
| 26 | Nathanaël Berthon   | Daiko Team Lazarus  | Dallara GP2/11 | Mecachrome V8 4.00l | P     |
| 27 | Zoël Amberg         | Daiko Team Lazarus  | Dallara GP2/11 | Mecachrome V8 4.00l | P     |
| Nr | Kierowca            | Zespół              | Samochód       | Silnik              | Opony |

## Wyniki

### Sesja treningowa
| Nr | Kierowca          | Konstruktor    | Czas     | Okr. |
| -- | ----------------- | -------------- | -------- | ---- |
| 5  | Stoffel Vandoorne | ART Grand Prix | 1:28,969 | 20   |

### Kwalifikacje
Źródło: Wyprzedź Mnie!
| 1                                                     | 2  | Alex Lynn           | DAMS                | 1:28,022 | 1       |
| 2                                                     | 5  | Stoffel Vandoorne   | ART Grand Prix      | 1:28,041 | 2       |
| 3                                                     | 14 | Arthur Pic          | Campos Racing       | 1:28,154 | 3       |
| 4                                                     | 11 | Raffaele Marciello  | Trident             | 1:28,272 | 4       |
| 5                                                     | 1  | Pierre Gasly        | DAMS                | 1:28,361 | 5       |
| 6                                                     | 7  | Jordan King         | Racing Engineering  | 1:28,471 | 6       |
| 7                                                     | 15 | Rio Haryanto        | Campos Racing       | 1:28,538 | 7       |
| 8                                                     | 9  | Mitch Evans         | Russian Time        | 1:28,608 | 8       |
| 9                                                     | 18 | Siergiej Sirotkin   | Rapax               | 1:28,685 | 9       |
| 10                                                    | 24 | Nick Yelloly        | Hilmer Motorsport   | 1:28,782 | 10      |
| 11                                                    | 8  | Alexander Rossi     | Racing Engineering  | 1:28,807 | 11      |
| 12                                                    | 16 | Nicholas Latifi     | MP Motorsport       | 1:28,940 | 12      |
| 13                                                    | 20 | André Negrão        | Arden International | 1:28,957 | 13      |
| 14                                                    | 23 | Richie Stanaway     | Status Grand Prix   | 1:29,038 | 14      |
| 15                                                    | 19 | Robert Vișoiu       | Rapax               | 1:29,079 | 15      |
| 16                                                    | 17 | Daniël de Jong      | MP Motorsport       | 1:29,128 | 16      |
| 17                                                    | 10 | Artiom Markiełow    | Russian Time        | 1:29,198 | 17      |
| 18                                                    | 26 | Nathanaël Berthon   | Daiko Team Lazarus  | 1:29,234 | 18      |
| 19                                                    | 25 | Sergio Canamasas    | Hilmer Motorsport   | 1:29,315 | 19      |
| 20                                                    | 3  | Julián Leal         | Carlin              | 1:29,351 | 20      |
| 21                                                    | 6  | Nobuharu Matsushita | ART Grand Prix      | 1:29,635 | 21      |
| 22                                                    | 21 | Norman Nato         | Arden International | 1:29,641 | 22      |
| 23                                                    | 22 | Marlon Stöckinger   | Status Grand Prix   | 1:29,665 | 23      |
| 24                                                    | 4  | Sean Gelael         | Carlin              | 1:29,803 | 24      |
| 25                                                    | 12 | René Binder         | Trident             | 1:29,811 | 25      |
| Nie wystartowali / niedopuszczeni do ponownego startu |    |                     |                     |          |         |
|                                                       | 27 | Zoël Amberg         | Daiko Team Lazarus  | –        | 26      |
| Poz.                                                  | Nr | Kierowca            | Konstruktor         | Czas     | Poz. s. |

### Główny wyścig

#### Wyścig
Źródło: Wyprzedź Mnie!
| P                                                     | + / –     | Nr | Kierowca            | Konstruktor         | Okr. | Czas / Strata | Komentarz |
| ----------------------------------------------------- | --------- | -- | ------------------- | ------------------- | ---- | ------------- | --------- |
| 1                                                     | Bez zmian | 2  | Alex Lynn           | DAMS                | 37   | 1h00m10,078   |           |
| 2                                                     | 3         | 1  | Pierre Gasly        | DAMS                | 37   | +0:03,707     |           |
| 3                                                     | 6         | 18 | Siergiej Sirotkin   | Rapax               | 37   | +0:09,052     |           |
| 4                                                     | 3         | 15 | Rio Haryanto        | Campos Racing       | 37   | +0:09,639     |           |
| 5                                                     | 3         | 5  | Stoffel Vandoorne   | ART Grand Prix      | 37   | +0:11,621     |           |
| 6                                                     | Bez zmian | 7  | Jordan King         | Racing Engineering  | 37   | +0:12,862     |           |
| 7                                                     | 3         | 11 | Raffaele Marciello  | Trident             | 37   | +0:16,220     |           |
| 8                                                     | 13        | 6  | Nobuharu Matsushita | ART Grand Prix      | 37   | +0:16,785     |           |
| 9                                                     | 6         | 19 | Robert Vișoiu       | Rapax               | 37   | +0:17,460     |           |
| 10                                                    | 6         | 17 | Daniël de Jong      | MP Motorsport       | 37   | +0:34,138     |           |
| 11                                                    | 11        | 21 | Norman Nato         | Arden International | 37   | +0:36,874     |           |
| 12                                                    | 1         | 8  | Alexander Rossi     | Racing Engineering  | 37   | +0:42,242     |           |
| 13                                                    | 10        | 14 | Arthur Pic          | Campos Racing       | 37   | +0:43,345     |           |
| 14                                                    | 4         | 26 | Nathanaël Berthon   | Daiko Team Lazarus  | 37   | +0:46,408     |           |
| 15                                                    | 3         | 16 | Nicholas Latifi     | MP Motorsport       | 37   | +0:51,732     |           |
| 16                                                    | 4         | 3  | Julián Leal         | Carlin              | 37   | +0:52,010     |           |
| 17                                                    | 9         | 9  | Mitch Evans         | Russian Time        | 37   | +0:56,245     |           |
| 18                                                    | 6         | 4  | Sean Gelael         | Carlin              | 37   | +0:57,251     |           |
| 19                                                    | 4         | 22 | Marlon Stöckinger   | Status Grand Prix   | 37   | +1:06,136     |           |
| 20                                                    | 7         | 20 | André Negrão        | Arden International | 37   | +1:06,681     |           |
| 21                                                    | 7         | 23 | Richie Stanaway     | Status Grand Prix   | 36   | +1 okr        |           |
| 22                                                    | 5         | 10 | Artiom Markiełow    | Russian Time        | 36   | +1 okr        |           |
| 23                                                    | 2         | 12 | René Binder         | Trident             | 36   | +1 okr        |           |
| Niesklasyfikowani                                     |           |    |                     |                     |      |               |           |
|                                                       |           | 24 | Nick Yelloly        | Hilmer Motorsport   | 31   |               |           |
|                                                       |           | 25 | Sergio Canamasas    | Hilmer Motorsport   | 1    |               |           |
| Nie wystartowali / niedopuszczeni do ponownego startu |           |    |                     |                     |      |               |           |
|                                                       |           | 27 | Zoël Amberg         | Daiko Team Lazarus  |      |               |           |
| P                                                     | + / –     | Nr | Kierowca            | Konstruktor         | Okr. | Czas / Strata | Komentarz |

#### Najszybsze okrążenie
| Nr | Kierowca      | Konstruktor | Czas     | Okr. |
| -- | ------------- | ----------- | -------- | ---- |
| 19 | Robert Vișoiu | Rapax       | 1:32,335 | 31   |

### Sprint

#### Wyścig
Źródło: Wyprzedź Mnie!
| P                                                     | + / –     | Nr | Kierowca            | Konstruktor         | Okr. | Czas / Strata | Komentarz |
| ----------------------------------------------------- | --------- | -- | ------------------- | ------------------- | ---- | ------------- | --------- |
| 1                                                     | Bez zmian | 6  | Nobuharu Matsushita | ART Grand Prix      | 28   | 43:43,229     |           |
| 2                                                     | 2         | 5  | Stoffel Vandoorne   | ART Grand Prix      | 28   | +0:01,961     |           |
| 3                                                     | 3         | 18 | Siergiej Sirotkin   | Rapax               | 28   | +0:02,560     |           |
| 4                                                     | 2         | 11 | Raffaele Marciello  | Trident             | 28   | +0:17,821     |           |
| 5                                                     | Bez zmian | 15 | Rio Haryanto        | Campos Racing       | 28   | +0:17,821     |           |
| 6                                                     | 5         | 21 | Norman Nato         | Arden International | 28   | +0:18,899     |           |
| 7                                                     | 2         | 19 | Robert Vișoiu       | Rapax               | 28   | +0:19,605     |           |
| 8                                                     | 1         | 1  | Pierre Gasly        | DAMS                | 28   | +0:24,504     |           |
| 9                                                     | 1         | 2  | Alex Lynn           | DAMS                | 28   | +0:29,572     |           |
| 10                                                    | 3         | 14 | Arthur Pic          | Campos Racing       | 28   | +0:30,380     |           |
| 11                                                    | 3         | 26 | Nathanaël Berthon   | Daiko Team Lazarus  | 28   | +0:39,819     |           |
| 12                                                    | 9         | 7  | Jordan King         | Racing Engineering  | 28   | +0:43,666     |           |
| 13                                                    | 8         | 23 | Richie Stanaway     | Status Grand Prix   | 28   | +0:46,223     |           |
| 14                                                    | 1         | 16 | Nicholas Latifi     | MP Motorsport       | 28   | +0:47,244     |           |
| 15                                                    | 1         | 3  | Julián Leal         | Carlin              | 28   | +0:47,869     |           |
| 16                                                    | 9         | 25 | Sergio Canamasas    | Hilmer Motorsport   | 28   | +0:50,050     |           |
| 17                                                    | 7         | 24 | Nick Yelloly        | Hilmer Motorsport   | 28   | +0:51,211     |           |
| 18                                                    | 4         | 10 | Artiom Markiełow    | Russian Time        | 28   | +1:00,570     |           |
| 19                                                    | 7         | 8  | Alexander Rossi     | Racing Engineering  | 28   | +1:04,855     |           |
| 20                                                    | 2         | 4  | Sean Gelael         | Carlin              | 28   | +1:07,304     | [ b ]     |
| 21                                                    | 1         | 20 | André Negrão        | Arden International | 28   | +1:10,407     |           |
| 22                                                    | 5         | 9  | Mitch Evans         | Russian Time        | 28   | +1:18,968     |           |
| 23                                                    | 4         | 22 | Marlon Stöckinger   | Status Grand Prix   | 27   | +1 okr        |           |
| 24                                                    | 1         | 12 | René Binder         | Trident             | 27   | +1 okr        |           |
| Niesklasyfikowani                                     |           |    |                     |                     |      |               |           |
|                                                       |           | 17 | Daniël de Jong      | MP Motorsport       | 16   |               |           |
| Nie wystartowali / niedopuszczeni do ponownego startu |           |    |                     |                     |      |               |           |
|                                                       |           | 27 | Zoël Amberg         | Daiko Team Lazarus  |      |               |           |
| P                                                     | + / –     | Nr | Kierowca            | Konstruktor         | Okr. | Czas / Strata | Komentarz |

#### Najszybsze okrążenie
| Nr | Kierowca          | Konstruktor       | Czas     | Okr. |
| -- | ----------------- | ----------------- | -------- | ---- |
| 22 | Marlon Stöckinger | Status Grand Prix | 1:30,999 | 27   |

#### Premia za najszybsze okrążenie w TOP 10
| Nr | Kierowca          | Konstruktor    | Czas     | Okr. |
| -- | ----------------- | -------------- | -------- | ---- |
| 5  | Stoffel Vandoorne | ART Grand Prix | 1:31,985 | 7    |

#### Prowadzenie w wyścigu
| Nr                              | Kierowca            | Okrążenia | Suma |
| ------------------------------- | ------------------- | --------- | ---- |
| 6                               | Nobuharu Matsushita | 1-28      | 28   |
| \| Wykres \| \| ------ \| \| \| |                     |           |      |
| Wykres                          |                     |           |      |
|                                 |                     |           |      |

## Klasyfikacja po zakończeniu rundy

### Kierowcy
| P  | +/− | Kierowca            | Starty | Punkty | P1 | P2 | P3 | PP | NO | NS |
| -- | --- | ------------------- | ------ | ------ | -- | -- | -- | -- | -- | -- |
| 1  | 0   | Stoffel Vandoorne   | 12     | 194    | 4  | 4  | 1  | 3  | 4  | –  |
| 2  | +1  | Rio Haryanto        | 12     | 109    | 3  | 1  | –  | –  | 1  | 1  |
| 3  | −1  | Alexander Rossi     | 12     | 105    | –  | 2  | 2  | 1  | –  | –  |
| 4  | 0   | Siergiej Sirotkin   | 12     | 103    | 1  | 1  | 3  | 1  | 1  | –  |
| 5  | 0   | Alex Lynn           | 12     | 85     | 2  | –  | 1  | 1  | 1  | –  |
| 6  | +1  | Pierre Gasly        | 12     | 61     | –  | 1  | 2  | –  | –  | 1  |
| 7  | −1  | Raffaele Marciello  | 12     | 58     | –  | 2  | –  | –  | –  | 1  |
| 8  | +1  | Nobuharu Matsushita | 12     | 48     | 1  | –  | 1  | –  | 1  | 2  |
| 9  | −1  | Mitch Evans         | 11     | 35     | –  | 1  | –  | –  | 1  | 3  |
| 10 | +5  | Jordan King         | 12     | 26     | –  | –  | –  | –  | 1  | 1  |
| 11 | −1  | Julián Leal         | 12     | 26     | –  | –  | –  | –  | –  | 1  |
| 12 | −1  | Sergio Canamasas    | 10     | 23     | –  | –  | 1  | –  | –  | 2  |
| 13 | −1  | Richie Stanaway     | 12     | 22     | 1  | –  | –  | –  | –  | 1  |
| 14 | −1  | Arthur Pic          | 12     | 21     | –  | –  | –  | –  | –  | 1  |
| 15 | −1  | Nick Yelloly        | 10     | 19     | –  | –  | –  | –  | 1  | 3  |
| 16 | +2  | Robert Vișoiu       | 12     | 18     | –  | –  | –  | –  | 1  | –  |
| 17 | −1  | Nathanaël Berthon   | 12     | 16     | –  | –  | 1  | –  | –  | 2  |
| 18 | −1  | Artiom Markiełow    | 12     | 16     | –  | –  | –  | –  | –  | 2  |
| 19 | 0   | Norman Nato         | 12     | 10     | –  | –  | –  | –  | –  | 1  |
| 20 | 0   | Oliver Rowland      | 2      | 3      | –  | –  | –  | –  | –  | –  |
| 21 | 0   | André Negrão        | 12     | 3      | –  | –  | –  | –  | –  | –  |
| 22 | 0   | Daniël de Jong      | 12     | 1      | –  | –  | –  | –  | –  | 1  |
| 23 | 0   | René Binder         | 12     | 0      | –  | –  | –  | –  | –  | 2  |
| 24 | 0   | Marlon Stöckinger   | 12     | 0      | –  | –  | –  | –  | –  | 1  |
| 25 | 0   | Zoël Amberg         | 6      | 0      | –  | –  | –  | –  | –  | 1  |
| 26 | 0   | Johnny Cecotto Jr.  | 6      | 0      | –  | –  | –  | –  | –  | 2  |
| 27 | N   | Nicholas Latifi     | 2      | 0      | –  | –  | –  | –  | –  | –  |
| 28 | −1  | Jon Lancaster       | 2      | 0      | –  | –  | –  | –  | –  | –  |
| 29 | −1  | Marco Sørensen      | 8      | 0      | –  | –  | –  | –  | –  | 2  |
| 30 | N   | Sean Gelael         | 2      | 0      | –  | –  | –  | –  | –  | –  |
| 31 | −2  | Simon Trummer       | 2      | 0      | –  | –  | –  | –  | –  | –  |
| P  | +/− | Kierowca            | Starty | Punkty | P1 | P2 | P3 | PP | NO | NS |

### Konstruktorzy
| P  | +/− | Konstruktor         | Starty | Punkty | P1 | P2 | P3 | PP | NO | NS |
| -- | --- | ------------------- | ------ | ------ | -- | -- | -- | -- | -- | -- |
| 1  | 0   | ART Grand Prix      | 24     | 232    | 5  | 4  | 2  | 3  | 5  | 2  |
| 2  | +2  | DAMS                | 24     | 146    | 2  | 1  | 3  | 1  | 1  | 1  |
| 3  | −1  | Racing Engineering  | 24     | 131    | –  | 2  | 2  | 1  | 1  | 1  |
| 4  | −1  | Campos Racing       | 24     | 130    | 3  | 1  | –  | –  | 1  | 2  |
| 5  | 0   | Rapax               | 24     | 121    | 1  | 1  | 3  | 1  | 2  | –  |
| 6  | +1  | Trident             | 24     | 58     | –  | 2  | –  | –  | –  | 3  |
| 7  | −1  | Russian Time        | 24     | 51     | –  | 1  | –  | –  | 1  | 6  |
| 8  | 0   | MP Motorsport       | 22     | 27     | –  | –  | 1  | –  | –  | 2  |
| 9  | 0   | Carlin              | 24     | 26     | –  | –  | –  | –  | –  | 3  |
| 10 | 0   | Status Grand Prix   | 24     | 22     | 1  | –  | –  | –  | –  | 2  |
| 11 | 0   | Hilmer Motorsport   | 20     | 19     | –  | –  | –  | –  | 1  | 6  |
| 12 | 0   | Daiko Team Lazarus  | 20     | 16     | –  | –  | 1  | –  | –  | 3  |
| 13 | 0   | Arden International | 24     | 13     | –  | –  | –  | –  | –  | 1  |
| P  | +/− | Konstruktor         | Starty | Punkty | P1 | P2 | P3 | PP | NO | NS |